# Nikolaos Skalkottas
Nikolaos (Nikos) Skalkottas (ook: Scalcotas) (Grieks: Νικόλαος (Nίκος) Σκαλκώτας) (Chalkis, 8 maart 1904 – Athene, 19 september 1949) was een Grieks componist.

## Levensloop
Skalkottas groeide op het eiland Euböa in een heel muzikale omgeving op. Toen hij vijf jaar jong was, vertrok de hele familie naar Athene en hij begon daar viool te spelen. Zijn eerste muzieklessen kreeg hij van zijn vader, een amateurfluitist, daarna van zijn neef, eveneens een fluitist en pianist. Zijn zuster was ook pianiste en zangeres. Op 10-jarige leeftijd studeerde hij aan het Odeon (of: Odeion), het conservatorium, te Athene, waar hij in 1920 het diploma voor viool met een gouden medaille behaalde met de interpretatie van het Vioolconcert van Ludwig van Beethoven. Dit bezorgde hem een studiebeurs.
In 1921 vertrok hij naar Duitsland, waar hij tot 1933 verbleef. Hij studeerde aan de Hochschule für Musik in Berlijn in de meesterklas voor viool van Willy Hess. Verder studeerde hij compositie bij Paul Juon en Paul Kahn. Een leerling van Ferruccio Busoni, Philipp Jarnach, was zijn volgende leraar. Toen Jarnach in 1927 van Berlijn vertrok, bezocht Skalkottas de meesterklas bij Arnold Schönberg die hij vereerde. Hij studeerde bij hem tot 1931. Ook kreeg hij compositieles van Kurt Weill. Schönberg schrijft in zijn laatste boek Stil und Idee - nadat hij rond 20 jaren geen contact met hem heeft gehad - dat Skalkottas als een van de weinige van zijn honderden leerlingen iemand is, die componist in de hele zin van het woord is geworden.
In mei 1933 ging Skalkottas overhaast naar Griekenland terug en liet zijn vriendin, met wie hij twee kinderen had, en alle manuscripten van partituren achter. Rond 60 van zijn 170 composities zijn sindsdien spoorloos verdwenen.
Het leven in Griekenland was voor hem niet eenvoudig. Hij kreeg geen waardering en dat had invloed op zijn persoonlijkheid en karakter. De vroeger zo sprankelende, levenslustige Skalkottas trok zich terug in isolement en als redmiddel begon hij intensief te componeren. Hij sprak zelden - zelfs tegenover vrienden - over zijn scheppende werkzaamheid en deed niets om de uitvoering of publicatie van zijn werken gerealiseerd te krijgen. Zo bleef het belangrijkste deel van zijn werken tot zijn overlijden onbekend.
In het bijzonder in de jaren 1938 en 1939 componeerde hij meer en meer en werkte dag en nacht - naast talrijke tijd- en gezondheidsrovende werkzaamheden, die hem de basis voor een heel eenvoudig leven mogelijk maakten - en het ene meesterwerk na het andere ontstond. In al die jaren van grote scheppende bedrijvigheid verliep zijn dagelijks leven zonder grote veranderingen, altijd door ellende en vergetelheid bedreigd.
In 1946 huwde hij met Maria Pangali, een Griekse pianiste, met wie hij twee zonen kreeg.

## Stijl
De werken die tussen 1935 en 1945 ontstonden, getuigen van toenemende structurele complexiteit en meesterschap in opbouw, culminerend in werken als het operavoorspel, maar oorspronkelijk als symfonie geconcipieerde De terugkeer van Odysseus (1942), en de onvoltooide Tweede Orkestsuite.
Skalkottas is een fantasievolle instrumentator en orkestrator. Zijn Techniek van de orkestratie uit 1940 bleef manuscript.

## Composities
| Voltooid in | titel          | aktes                        | première | libretto |
| ----------- | -------------- | ---------------------------- | -------- | -------- |
| 1944/1949   | Im Maienzauber | in vijf bedrijven, 13 scènes |          |          |

| Voltooid in | titel | aktes       | première | libretto | choreografie |
| ----------- | --- | ----------- | -------- | -------- | ------------ |
| 1938        | Das Mädchen und der Tod | 8 scènes    |          |          |              |
| 1948        | Dansensuite | 4 bedrijven |          |          |              |
| 1948-1949   | Thalassa (Η θάλασσα) (De Zee) - 1. Voorspel 2. Kind van de zee 3. Dans van de golfen 4. De visser 5. De kleine vissen 6. De dolfijnen 7. Nocturne 8. Voorbereiding van de zeemaagd 9. Dans van de zeemaagd 10. De sage van "Alexander de Grote" 11. Hymne aan de zee |             |          |          |              |

### Over Nikolaos Skalkottas

#### Boeken
- Kostis Demertzis: Η Σκαλκωτική Ενορχήστρωση (The Skalkottian Orchestration), Παπαζήσης, Athen, 1998. ISBN 960-02-1278-3
- Evelin Voigtmann: Nikos Skalkottas und das griechische Volkslied in: Compositionswissenschaft (Hrsg. Bernd Edelmann und Sabine Kurth). ISBN 3-89639-170-4

#### Artikelen
- John Thornley: "I beg you to tear up my letters...". Nikos Skalkottas`s last years in Berlin (1928-1933), in: Byzantine and Modern Greek Studies, 2002, Heft 26, pp. 178-217
- Nina-Maria Jaklitsch: Nikos Skalkottas. Ein griechischer Schueler Arnold Schoenberg`s in Berlin, in: Journal of the Arnold Schoenberg Center, 3/2001, pp. 218-226
- Evangelia Mantzourani: The Disciple`s Tale. The Reception and Assimilation of Schoenberg`s Teachings on Grundgestalt, Coherence and Comprehencibility by his Pupil, the Composer Nikos Skalkottas, in: Journal of the Arnold Schoenberg Center, 3/2001, pp. 227-238
- Kostis Demertzis: Ο Νίκος Σκαλκώτας ως συνθέτης μουσικής για πιάνο σόλο (Nikos Skalkottas as a solo piano composer) Δημόσια Κεντρική Βιβλιοθήκη Χαλκίδας, Chalkida. 1991
- Yannis G. Papaioannou: Nikos Skalkottas, in: Transit `87. Griechenland und Jugoslawien in Berlin. Ein Almanach. Kuenstlerhaus Bethanien (Ed.), Berlin 1987
- Yannis G. Papaioannou: Nikos Skalkottas, in: Dictionary of Twentieth-Century Music, John Vinton (Ed.), London , 1974, p. 684 ff.
- Yannis G. Papaioannou: Skalkotta`s "Ulysses", in: Musical Time, 110 (1969), p. 615
- Yannis G. Papaioannou: Η Εικοσαετηρίδα του Νίκου Σκαλκώτα, in: Αρχείον Ευβοϊκών Μελετών ΙΕ [15] (1969), p. 119-176.
- Yannis G. Papaioannou: Nikos Skalkottas, in: European Music in the Twentieth Century, Howard Hartog (Ed.), London 1957, pp. 320–329.
- Yannis G. Papaioannou: Νίκος Σκαλκώτας (1904-1949), in: Αρχείον Ευβοϊκών Μελετών Γ [3] (1954), p. 75-96.
- Hartmut Lueck: Einsamer Grieche. Der Komponist Nikos Skalkottas hätte dieses Jahr seinen 75. Geburtstag gefeiert, in: Neue Musik Zeitung 28 (1979), Heft 2, p. 6
- George Hadjinikos: Η περίπτωση Σκαλκώτα, in: Αρχείον Ευβοϊκών Μελετών ΚΒ, (1978-1979), p. 21-29.
- M. F. Dragoumis: Πέντε σιφνέικες μελωδίες από τη συλλογή Μέλπως Μερλιέ σε καταγραφή Νίκου Σκαλκώτα, in: Αρχείον Ευβοϊκών Μελετών ΚΒ, (1978-1979), p. 31-39.
- Yorgos B. Kasasoglou: Νίκος Σκαλκώτας. Ο άνθρωπος και ο δημιουργός καλλιτέχνης, in: Αρχείον Ευβοϊκών Μελετών ΚΒ, (1978-1979), p. 7-19.
- George Leotsakos: Νίκος Σκαλκώτας. 25 χρόνια μετά το θάνατό του, in: Αρχείον Ευβοϊκών Μελετών Κ, (1975), p. 445-447.
- Theodoros Antoniou: Nikos Skalkottas, in: SMZ 109 (1969), Heft 3, pp. 136–140
- Alan Walker: Nikos Skalkottas and the Secret Science, in: The Listener 65 1961 (6.4.1961), p. 633
- Klaus-Henning Bachmann: Nikos Skalkottas, in: Oesterreichische Musikzeitung 14 (1959), Heft 11, pp. 464–466
- Waldemar Busch: Ein Mozart unserer Zeit..., in: Musica 10 (1956), Heft 12, pp. 873–874
- Bernd Muellmann: Nikos Skalkottas, in: Musica 10, (1956), Heft 6, p. 413-414
- Hans Keller: Nikos Skalkottas: An Original Genius, in: The Listener 52, (1954, 9.12.1954), p. 1041.

#### Proefschriften
- Nina-Maria Jaklitsch: Zwischen Nationalschule und Moderne: Die Komponisten Kalomiris und Skalkottas als Repräsentanten der Entwicklung der griechischen Kunstmusik, Dissertation, Wien, 2000.
- Evangelia Mantzourani: Nikos Skalkottas. A Biographical Study and an Investigation of his Twelve-Note Compositional Processes, Dissertation, London, 1999.